# Robert Conquest
 (mai 2022).
Si vous disposez d'ouvrages ou d'articles de référence ou si vous connaissez des sites web de qualité traitant du thème abordé ici, merci de compléter l'article en donnant les références utiles à sa vérifiabilité et en les liant à la section « Notes et références ».
Pour les articles homonymes, voir Conquest.
George Robert Ackworth Conquest, né le 15 juillet 1917 à Malvern dans le Worcestershire, et mort le 3 août 2015, est un historien britanno-américain. Ses travaux portent sur l'URSS, en particulier sur l'histoire de l'URSS sous Staline. Membre de l'Académie américaine des arts et des sciences, la Royal Society of Literature, la British Academy (1994) ainsi que de la British Interplanetary Society.

## Biographie
Robert Conquest, fils d'une Britannique et d'un homme d'affaires américain, a étudié au Winchester College, à l'université de Grenoble et à Magdalen College (Oxford), où il a soutenu sa thèse sur l'histoire soviétique. En 1937, après une année à l'université de Grenoble au cours de laquelle il voyage en Bulgarie, il retourne à Oxford et rejoint le Parti communiste de Grande-Bretagne.
Au déclenchement de la Seconde Guerre mondiale, il s'engage en tant qu'officier du renseignement, signe de sa prise de distance avec le Parti communiste. En 1942, il obtient un poste à la School of Slavonic Studies, puis vit en Bulgarie de 1942 à 1948.
De retour en Angleterre, Conquest rejoint le ministère des Affaires étrangères de l'Information Research Department (IRD), une unité créée dans le but de lutter contre l'influence communiste et de promouvoir activement les idées anti-communistes, en favorisant les relations avec les journalistes, les syndicats et autres organisations culturelles et politiques.
En 1956, Conquest quitte officiellement l'IRD et devient écrivain indépendant et historien. Certains de ses livres ont été en partie distribués par Praeger Press, une société américaine qui a publié un certain nombre de livres à la demande de la CIA.
En 1962-1963, il a été directeur littéraire du Spectator, mais a démissionné après avoir découvert que celui-ci critiquait ses écrits historiques. Ses premiers livres, Pouvoir et politique en URSS et Déportation des nationalités en Union soviétique, ont été publiés en 1960. En 1967 et 1968  il publie un ensemble remarquable d'ouvrages (non traduits en français) rendant compte de tous les aspects du système soviétique.
Il a été une des figures, avec Philip Larkin et Kingsley Amis, du mouvement littéraire connu sous le nom de « The Movement », il a aussi publié des poèmes ainsi qu'un roman de science-fiction.
Robert Conquest souhaitait éviter l’écueil qui consiste à idéaliser la révolution, « habitude à laquelle les Anglais qui n’en ont pas connu eux-mêmes sont peut-être particulièrement enclins ». À partir de la fin des années 1970, Conquest rapporte qu'il a « conseillé Margaret Thatcher lorsqu’elle était chef de l’opposition puis Premier ministre, rédigeant même l’ébauche de son premier discours [sur les relations internationales] ».

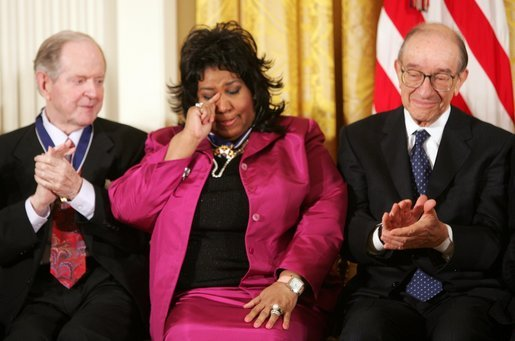
Robert Conquest (à gauche) reçoit la médaille présidentielle de la Liberté aux côtés d’Aretha Franklin (au centre) et Alan Greenspan en 2005 à la Maison-Blanche.

En 1994, il reçoit le Prix national Taras-Chevtchenko pour le livre Sanglantes Moissons : la collectivisation des terres en URSS écrit en 1986 (The Harvest of Sorrow: Soviet Collectivisation and the Terror-Famine) consacré au Holodomor. En 1996, il est décoré de l'ordre de Saint-Michel et Saint-Georges. En 1997, on lui attribue le prix littéraire de l'Académie américaine des arts et des lettres. En 2005, George W. Bush lui remet la médaille présidentielle de la Liberté.

## Polémiques
Le travail de Conquest a été remis en cause par plusieurs historiens, qui lui reprochent une exagération du nombre des victimes de la répression stalinienne ou une analyse biaisée de certains faits historiques. Par exemple, sa lecture de l'assassinat de Sergueï Kirov en décembre 1934 (« le crime du siècle » selon Conquest) l'a longuement opposé à Alla Kiralina, auteur d'un ouvrage fouillé sur l'assassinat de Kirov. Dans la nouvelle édition de La Grande Terreur, Conquest, qui a eu connaissance des critiques de l'historienne russe, annonce qu'il maintient son interprétation.

## Trois règles de la politique
Il a énoncé sur un ton semi-humoristique trois règles de la politique, selon lesquelles,:
- Tout individu est conservateur sur le sujet qu'il connaît le mieux.
- Toute organisation qui n'est pas explicitement de droite, devient tôt ou tard de gauche[11]. Il donne comme exemple l'Église d'Angleterre et Amnesty International[12].
- La façon la plus simple d'expliquer le comportement de toute organisation bureaucratique est de supposer qu'elle est contrôlée par une cabale de ses ennemis. L'écrivain de science-fiction Jerry Pournelle en tire un corollaire appelé La loi de fer de la bureaucratie qui énonce[9]: « Dans n'importe quel système bureaucratique, les gens qui servent la bureaucratie elle-même prennent inévitablement le contrôle du système, tandis que ceux qui servent le but initial que l'organisation était censé accomplir ont de moins en moins d'influence, parfois jusqu'à leur élimination complète. »

Ces règles sont parfois attribuées au journaliste britannique John O'Sullivan.

## Distinctions
- Ordre de Saint-Michel et Saint-Georges (Compagnon (CMC))